# René Pontoni
René Alejandro Pontoni (Santa Fe, 18 maggio 1920 – 14 maggio 1983) è stato un calciatore argentino, di ruolo attaccante.

## Biografia
Nacque nel barrio La Facultad in una casa in via 1º de Mayo da Hermenegildo Pontoni e Lucía Scarafía, che avevano già altri quattro figli, tre femmine e un maschio. Quando Pontoni aveva quattro anni, suo padre morì: a dodici, dunque, dovette iniziare a lavorare, assieme a suo fratello Juan Alberto; quest'ultimo lo portò a giocare al Gimnasia y Esgrima di Santa Fe, che lo accettò nel proprio settore giovanile e lo fece debuttare nella sexta división. Tuttavia, a causa delle difficoltà economiche che la famiglia stava attraversando, Pontoni si vide costretto a lasciare il calcio per dedicarsi al lavoro in un'officina. I dirigenti del club, però, persuasi del suo talento, lo convinsero a tornare a giocare.

## Caratteristiche tecniche
Pontoni giocava come centravanti. La sua principale caratteristica era la spiccata abilità realizzativa: poco aiutato dal fisico — aveva la tendenza ad aumentare di peso durante l'inattività — sviluppò, con allenamenti costanti e impegnativi, grande precisione nel tiro con entrambi i piedi, abilità nel dribbling e nel colpo di testa. Tra gli altri tratti salienti del suo gioco vi erano l'affinata tecnica e l'intelligenza tattica, che lo aiutavano a interpretare le situazioni e a trovare soluzioni creative. Per il suo stile di gioco, fu paragonato ad Arsenio Erico, Adolfo Pedernera e Jaime Sarlanga.

## Carriera

### Club
Fin dalla giovinezza, di Pontoni emersero le qualità offensive, tra cui la potenza del tiro e l'abilità nel segnare. Come già detto sopra, Pontoni dovette abbandonare l'attività calcistica nel 1934, e durante l'assenza dai campi ingrassò di 30 chilogrammi (da 45 a 75): i dirigenti del club, una volta riusciti a convincerlo a tornare a giocare, lo fecero lavorare duramente per fargli raggiungere il peso forma, che stimarono a 70. Una volta ottenuto tale risultato, Pontoni giocò la sua prima partita ufficiale, nel 1937, venendo schierato come attaccante contro il Ferro Carril di Santa Fe: le sue quattro reti portarono la sua squadra alla vittoria e lui alla titolarità.

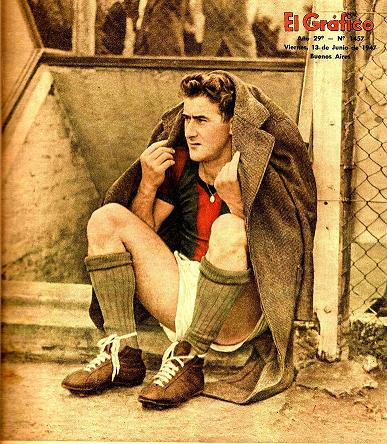
Pontoni con la maglia del San Lorenzo sulla copertina di El Gráfico

Dopo aver rifiutato svariate proposte, accettò una proposta per giocare un incontro amichevole tra Colón e Peñarol al Centenario di Montevideo, unendosi alle file della squadra argentina. Pontoni fu poi ceduto, insieme ai compagni di squadra José Canteli e César Garbagnoli, al Newell's Old Boys; il prezzo del trasferimento dell'attaccante fu stabilito a 22.000 pesos, con 200 di stipendio. Il 30 giugno 1941 debuttò in Primera División argentina, giocando al Parque de la Independencia contro il San Lorenzo. Pontoni si stabilì presto come titolare, e il Newell's giunse al terzo posto in campionato, dietro a River Plate e San Lorenzo. Durante le successive stagioni, continuò a segnare molto, tanto da raggiungere quota 67 gol in 110 partite, che lo resero il giocatore con la più alta media realizzativa nella storia del Newell's; nel 1945 fu acquistato dal San Lorenzo. Il 22 aprile 1945 debuttò con la nuova maglia, nella partita contro il Gimnasia La Plata, e realizzò una tripletta. Il nuovo attacco del San Lorenzo, Farro-Pontoni-Martino, viene soprannominato El Terceto de Oro dai giornalisti sportivi, e nel campionato 1946 Pontoni segna 20 reti. Nell'incontro della 24ª giornata del campionato 1948 con il Boca Juniors, il difensore Rodolfo De Zorzi, membro della Nazionale, colpì duramente la gamba destra dell'attaccante durante un contrasto di gioco, causandogli la frattura di rotula e menisco e causando la rottura dei legamenti. Questo infortunio influì non poco sul rendimento di Pontoni, che non tornò, una volta ripresosi, ai precedenti livelli. Nel 1949 si accasò all'Independiente Santa Fe, in Colombia, con cui disputò tre stagioni: tenne una buona media-gol, segnando per 27 volte in 44 incontri. Nel 1953 passò alla Portuguesa, nello stato di San Paolo, in Brasile; nel 1954 tornò al San Lorenzo, disputandovi l'ultima annata della sua carriera.

### Nazionale
Debuttò nella selezione nazionale il 25 maggio 1942, nel corso dell'incontro con l'Uruguay valevole per la Copa Lipton. Durante questa gara, Pontoni andò a segno per due volte, contribuendo così alla vittoria per 4-1 dell'Argentina, e formò una buona intesa, sul campo, con Martino, che successivamente divenne suo compagno di squadra al San Lorenzo. In seguito, prese parte a svariati tornei d'entità minore, come la Copa Nicanor R. Newton, la Copa Juan R. Mignaburu, la Copa Héctor Rivadavia Gómez, la Copa Roca e la Copa Rosa Chevalier Boutell; in quest'ultima realizzò 7 gol in 3 partite. Nel 1945 fu convocato per il Sudamericano de Selecciones, che si teneva a Santiago del Cile tra il 14 gennaio e il 28 febbraio. Fece il suo esordio il 18 gennaio contro la Bolivia, aprendo le marcature al 10º minuto; fu poi sostituito all'81º. Fu poi titolare contro l'Ecuador il 31 gennaio (1 gol), la Colombia il 7 febbraio (2 gol), il Cile l'11 febbraio e il Brasile il 15 febbraio. Il 25 febbraio contro l'Uruguay Stábile gli preferì Ferraro, ma Pontoni aveva comunque avuto un impatto importante con la manifestazione, tanto da essere considerato uno dei migliori nel proprio ruolo, specialmente per l'intesa con Martino. Incluso nella lista per il Sudamericano 1946, in programma a Buenos Aires, fu meno impiegato: giocò contro il Paraguay il 12 gennaio e contro il Cile il 26, sostituendo in quest'ultima occasione Salvini. L'ultimo torneo disputato da Pontoni fu il Sudamericano del 1947, giocato a Guayaquil in Ecuador. Nel primo incontro segnò una tripletta al Paraguay, marcando al 40º, al 50º e all'82º minuto. Contro la Bolivia mise a referto un'ulteriore marcatura, al 22º, prima di essere rilevato otto minuti dopo da Di Stéfano. Rimase fuori per 3 gare, tornando il 25 dicembre contro l'Ecuador, sostituendo lo stesso Di Stéfano; fu poi titolare contro l'Uruguay il 28 dicembre.

## Palmarès

### Club

#### Competizioni nazionali
- Campionato argentino: 1

San Lorenzo: 1946

### Nazionale
- Campeonato Sudamericano de Football: 3

Cile 1945, Argentina 1946, Ecuador 1947